# North-West Telecom
North-West Telecom est une entreprise russe, filiale de Svyazinvest, fournissant des services dans les télécommunications. Elle opère dans le district fédéral du Nord-Ouest de la Russie.